# Monddouche
Een monddouche, ook wel waterflosser, is een apparaat dat kan worden gebruikt voor mondhygiëne als alternatief voor het flossen of een tandenstoker.
De intentie is dat door middel van een krachtige waterstraal tandplak van de tanden wordt gespoten, ook van onder het tandvlees. Dit gebeurt met een pulserende waterstraal. 